# Straupitz
Straupitz (in basso sorabo Tšupc) è un comune di 927 abitanti del Brandeburgo, in Germania.

Appartiene al circondario di Dahme-Spreewald ed è parte dell'Amt Lieberose/Oberspreewald.

## Società

### Evoluzione demografica
- Sviluppo della popolazione dal 1875 entro gli attuali confini (Linea Blu: Popolazione; Linea puntata: Confronto dello sviluppo della popolazione dello stato del Brandenburgo; Sfondo grigio: Ai tempi del governo nazista; Sfondo rosso: Al tempo del governo comunista)

| Anno | Abitanti |
| ---- | -------- |
| 1875 | 1 190    |
| 1890 | 1 278    |
| 1910 | 1 147    |
| 1925 | 1 106    |
| 1933 | 1 044    |
| 1939 | 963      |
| 1946 | 1 638    |
| 1950 | 1 648    |
| 1964 | 1 454    |
| 1971 | 1 502    |

| Anno | Abitanti |
| ---- | -------- |
| 1981 | 1 372    |
| 1985 | 1 327    |
| 1989 | 1 344    |
| 1990 | 1 333    |
| 1991 | 1 311    |
| 1992 | 1 312    |
| 1993 | 1 299    |
| 1994 | 1 295    |
| 1995 | 1 293    |
| 1996 | 1 276    |

| Anno | Abitanti |
| ---- | -------- |
| 1997 | 1 236    |
| 1998 | 1 217    |
| 1999 | 1 203    |
| 2000 | 1 184    |
| 2001 | 1 163    |
| 2002 | 1 132    |
| 2003 | 1 115    |
| 2004 | 1 090    |
| 2005 | 1 054    |
| 2006 | 1 042    |

| Anno | Abitanti |
| ---- | -------- |
| 2007 | 1 031    |
| 2008 | 999      |
| 2009 | 997      |
| 2010 | 988      |
| 2011 | 1 015    |
| 2012 | 993      |
| 2013 | 991      |